# Трансформърс (филм)
Трансформърс (на английски: Transformers) е американски филм от 2007 г. на режисьора Майкъл Бей.

## Актьорски състав
| Актьор          | Роля                 |
| --------------- | -------------------- |
| Шая Лабъф       | Сам Уитуики          |
| Меган Фокс      | Микаела Бейнс        |
| Питър Кълън     | Оптимус Прайм (глас) |
| Хюго Уивинг     | Мегатрон (глас)      |
| Джош Дюамел     | Уилям Ленокс         |
| Тайриз Гибсън   | Робърт Епс           |
| Джон Войт       | Джон Келър           |
| Рейчъл Тейлър   | Маги Медсън          |
| Антъни Андерсън | Глен Уитман          |
| Джон Туртуро    | агент Симънс         |
| Майкъл О'Нийл   | Том Баначек          |
| Кевин Дън       | Рон Уитуики          |
| Джули Уайт      | Джуди Уитуики        |
| Еймори Ноласко  | Хорхе Фигероа        |
| Зак Уорд        | сержант Донъли       |
| Бърни Мак       | Боби Боливия         |

## Награди и номинации
| Награда                              | Категория                                    | Номиниран(и)                                 | Резултат  |
| ------------------------------------ | -------------------------------------------- | -------------------------------------------- | --------- |
| Награди на филмовата академия на САЩ | Най-добри визуални ефекти                    | Най-добри визуални ефекти                    | номинация |
| Награди на филмовата академия на САЩ | Най-добър звук                               | Най-добър звук                               | номинация |
| Награди на филмовата академия на САЩ | Най-добър звуков монтаж                      | Най-добър звуков монтаж                      | номинация |
| Сателит                              | Най-добри визуални ефекти                    | Най-добри визуални ефекти                    | номинация |
| Емпайър                              | Най-добър научнофантастичен или фентъзи филм | Най-добър научнофантастичен или фентъзи филм | номинация |
| Емпайър                              | Най-добър дебют                              | Шая Лабъф                                    | номинация |
| Сатурн                               | Най-добри специални ефекти                   | Най-добри специални ефекти                   | награда   |
| Сатурн                               | Най-добър научнофантастичен филм             | Най-добър научнофантастичен филм             | номинация |

## „Трансформърс“ в България
На 7 март 2010 г. Нова телевизия излъчва филма с български дублаж за телевизията. Дублажът е на Александра Аудио. Екипът се състои от:
| Преводач            | Ралица Кумчева                                                      |
| Озвучаващи артисти  | Цветослава Симеонова Георги Тодоров Христо Димитров Явор Караиванов |
| Тонрежисьор         | Пламен Чернев                                                       |
| Режисьор на дублажа | Георги Стоянов                                                      |